# 万圣节旗帜蜻蜓
万圣节旗帜蜻蜓（学名：Celithemis eponina）是蜻蛉目下的一种蜻蜓
，
分布于美国中部、东部与加拿大东南部
。

## 描述
本种称为是最像蝴蝶的蜻蜓。成虫的橙色翅膀带有褐色、黑色斑点与条纹。雄性比雌性较红
。

## 繁殖
蜻蜓交配时雄虫与雌虫形成一个「轮」（wheel）
。 

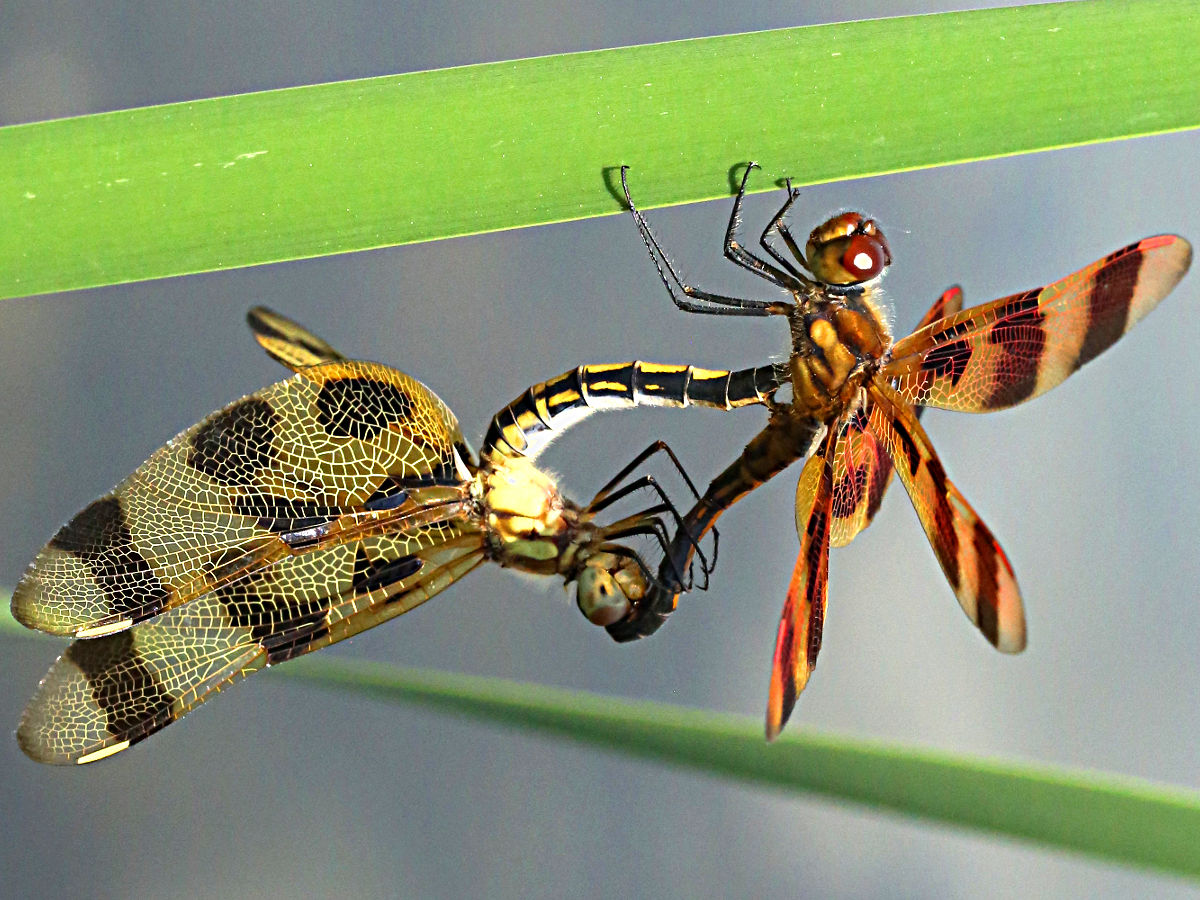
交配轮: 雄在上, 雌在下